# Station Dome-mae Chiyozaki
Station Dome-mae Chiyozaki (ドーム前千代崎駅, Domemae Chiyozaki-eki) is een spoorweg- en metrostation in de wijk Nishi-ku in de Japanse stad Osaka. Het wordt aangedaan door de Hanshin Namba-lijn (Hanshin) en de Nagahori Tsurumi-ryokuchi-lijn (Metro van Osaka). Het station is vernoemd naar de Kyocera Dome Osaka, een honkbalstadion ten westen van van het station. Beide lijnen hebben een eigen station (het station van Hanshin heet Dome-mae) maar zijn onderling verbonden. Beide stations hebben twee sporen aan een eilandperron. Het metrostation heeft N12 als nummer.

## Lijnen

### Metro van Osaka
| 1 | ■Nagahori Tsurumi-ryokuchi-lijn | richting Shinsaibashi, Kyōbashi en Kadoma-Minami |
| 2 | ■Nagahori Tsurumi-ryokuchi-lijn | richting Taishō                                  |

### Hanshin
| 1 | ■Hanshin Namba-lijn | richting Namba en Nara |
| 2 | ■Hanshin Namba-lijn | richting Amagasaki     |

## Geschiedenis
Na de verlenging van de Nagahori Tsurumi-ryokuchi-lijn naar station Taishō in 1997 werd dit station geopend. Het station heette aanvankelijk 'Osaka Dome-mae Chiyozaki', maar het werd in 2006 afgekort tot de huidige naam. Na de verlenging van de Hanshin Namba-lijn kreeg ook deze lijn een station nabij het Kyocera-stadion. Beide stations werden onderling verbonden.

## Overig openbaar vervoer
Bussen 70, 72, 72A, 76, 90, 91, 94 en 98A

## Stationsomgeving
- Kyocera Dome Osaka
- Gebouwen van Osaka Gas
- Verkeersbureau van Osaka
- Royal Host (restaurantketen)
- Westelijke brandweerkazerne

Taishō · Dome-mae Chiyozaki · Nishi-Nagahori · Nishiōhashi · Shinsaibashi · Nagahoribashi · Matsuyamachi · Tanimachi Rokuchōme · Tamatsukuri · Morinomiya · Osaka Business Park · Kyōbashi · Gamō Yonchōme · Imafuku-Tsurumi · Yokozutsumi · Tsurumi-Ryokuchi · Kadoma-Minami
(<<Hanshin-lijn) Amagasaki · Daimotsu · Dekijima · Fuku · Dempō · Chidoribashi · Nishikujō · Kujō · Dome-mae · Sakuragawa · Ōsaka Namba (Kintetsu Namba-lijn, Nara-lijn>>)